# Andy Fairweather Low
Andy (Andrew) Fairweater Low (2 augustus 1948, Ystrad Mynach, Wales) is een Britse zanger/gitarist die in de jaren zestig succes had met de popgroep The Amen Corner. Later speelde hij met Eric Clapton, Bill Wyman, Roger Waters en veel andere artiesten.

## Biografie

### Amen Corner en Fair Weather
Andy Fairweather Low was in 1967 de leadzanger en een van de oprichters van de popgroep Amen Corner. De band behaalde in twee jaar tijd zes hits, waaronder Gin House, Bend me shape me, Hello Suzie en (If paradise is) half as nice. Dat laatste nummer behaalde een eerste plaats in de Britse hitparade in 1969. Kort daarna werd de band opgeheven. Andy vormde met de meeste oud-bandleden de nieuwe progressieve groep Fair Weather. Deze band bracht in 1970 de single Natural Sinner uit, die de top 10 behaalde in Engeland.

### Solo-albums
In 1971 sloot Andy een solocontract af met A & M Records. Zijn eerste soloalbum was ”Spider jiving”, dat in 1974 werd geproduceerd door Elliott Mazer, die ook platen heeft geproduceerd van Neil Young. Op dit album speelden o.a. The Memphis Horns en Charlie McCoy. In 1975 verscheen zijn tweede solo-album “La Booga Rooga”, dat geproduceerd is door Glyn Johns, de vader van producer Ethan Johns. Op dat album werd o.a. meegespeeld door Bernie Leadon (Eagles), Gerry Rafferty en Joe Egan (Stealers Wheel) en Kenney Jones (Faces). Het derde album “Be Bop ‘n’ Holla” uit 1976 is ook door Glyn Johns geproduceerd. In 1980 bracht Fairweather Low zijn vierde album “Mega Shebang” uit. Daarna duurde tot 2006 voordat zijn volgende solo-album “Sweet Soul Music” verscheen. In de tussenliggende periode heeft hij met veel verschillende muzikanten gewerkt.

### Samenwerking
Andy Fairweather Low heeft meegewerkt aan de albums “Who are you” (1978) en “It’s hard” (1982) van The Who. In 1983 trad hij op tijdens een benefietconcert voor de ziekte Multiple Sclerose. Dat concert werd georganiseerd door The Faces, wiens bassist Ronnie Lane ook leed aan die ziekte. Vanaf 1992 heeft Andy veel gespeeld met Eric Clapton, onder meer op de albums “Unplugged”, “From the cradle”, “Riding with the king”, “Reptile” en “Me & Mr. Johnson”. Andy Fairweather Low heeft ook veel gespeeld met Roger Waters (ex-Pink Floyd) onder meer op diens Amerikaanse tournee "Pros and cons of hitchhiking" (1985) de albums “Radio K.A.O.S.” (1987) en “Amused to death” (1992) en het concert “The Wall” (1990) in Berlijn. Hij speelde ook mee op het George Harrison tribute in 2002 met onder meer George’s zoon Dhani Harrison, Ringo Starr, Paul McCartney, Jeff Lynne, Tom Petty, Billy Preston en Prince. Andy Fairweather Low heeft van 2005 tot en met 2007 deel uitgemaakt van Bill Wyman ’s Kings of Rhythm. In deze band van ex-Rolling Stones bassist Bill Wyman heeft een bonte diversiteit aan muzikanten deelgenomen.
Sinds 2008 treedt hij regelmatig op met zijn band The Low Riders, bestaande uit Paul Beavis (drumstel), Nick Pentelow (keyboards) en Dave Bronze (basgitaar). Met die band heeft hij in 2013 het album “Zone-O-tone” opgenomen. De muziek op dat album varieert van rockabilly tot ingetogen jazzy muziek.

## Discografie (soloalbums)
- Spider Jiving (1974)
- La Booga Rooga (1975)
- Be Bop 'N' Holla (1976)
- Mega Shebang (1980)
- Sweet Soulful Music (2006)
- Best of Andy Fairweather Low – Low Rider (2008)
- Live in Concert (dvd) 2008
- Zone-O-Tone (2013)

- Gemeinsame Normdatei: 135360447
- International Standard Name Identifier: 0000 0000 7880 7761
- Library of Congress Control Number: n91072477
- MusicBrainz: 7abb4b9b-6772-47ee-81b5-5da95a726e2a
- Nationale Bibliotheek van Tsjechië: js20030526003
- Virtual International Authority File: 60298782
- WorldCat: E39PBJyhjcPMqR4yvdwWrYQyVC